# Früherkennungssystem
Früherkennungssysteme (FES) sind spezielle Informationssysteme, die im Risikomanagement von Unternehmen zur Erkennung von Bedrohungen und Risiken eingesetzt werden.

## Allgemeines
Früherkennung ist die Wahrnehmung latenter (also verdeckt vorhandener) Bedrohungen und Chancen in einem so frühzeitigen Stadium, dass noch hinreichend Zeit für eine ausreichende Planung und Realisierung von Maßnahmen zur Abwehr der Bedrohungen oder zur Nutzung von Chancen verbleibt. Früherkennungssysteme sind ein Instrument der strategischen Planung, das mit Hilfe von Frühindikatoren arbeitet.

## Entwicklungsgeschichte
Seit Anfang der 70er Jahre wurden Früherkennungssysteme entwickelt. In den Anfängen stand vor allem die Vermeidung von Krisen und die Abwehr von Bedrohungen im Vordergrund, während in den letzten Jahren zunehmend auch die frühzeitige Erkennung von Chancen in den Fokus rückt. Prinzipiell kann die Entwicklung der FES in drei Phasen unterteilt werden.

### 1. Generation
Die FES der ersten Generation bauten auf die traditionellen Kennzahlen des Rechnungswesens (wie Gewinn, Kosten, Umsatz, Liquidität, …) auf. Anhand der dort gewonnenen Informationen wurden Soll-Ist-Vergleiche durchgeführt und zudem so genannte Wird-Größen erfasst. Diese Werte wurden zur Unternehmenssteuerung benutzt.
Aufgrund der Vergangenheitsorientierung und Fokussierung auf hard-facts, die soft-facts wie zum Beispiel Kundenbedürfnisse nicht berücksichtigten, konnten mit diesen Systemen nicht im erforderlichen Maße die für die strategische Unternehmensführung benötigten Informationen gewonnen werden.

### 2. Generation
Die 2. Generation von Früherkennungssystemen versuchte mit der Einbeziehung von Indikatoren die Schwächen der kennzahlenbasierten Systeme der 1. Generation zu überwinden. Mit Hilfe dieser Indikatoren sollten Umweltveränderungen erkannt werden, bevor sie als Chance oder Risiko für das Unternehmen unmittelbar spürbar werden. Somit dienten diese Indikatoren als Größen zur Abschätzung von zukünftigen Entwicklungen.
Als Schwierigkeit bei diesen Systemen stellte sich vor allem die geeignete Auswahl von Indikatoren heraus. Zudem bereitete die Gewichtung der Faktoren Probleme in der Praxis, so dass auch diese Systeme sich dann faktisch primär an quantitativen Faktoren orientierten.

### 3. Generation
Ziel der 3. Generation von Früherkennungssystemen ist die verstärkte Fokussierung auf eine strategische Orientierung der Systeme. Diese neue Art der Systeme bedeutet eine Loslösung von den Systemen der 1. und 2. Generation hin zu einem System, das vor allem so genannte „Schwache Signale“ berücksichtigt. Hierbei werden vorwiegend qualitative Informationen erfasst, aus denen möglichst frühzeitig Veränderungen abgeleitet werden können.